# Lorenzo Almarza Mallaina
Lorenzo Almarza Mallaina fue un militar, empresario, montañero y fotógrafo aficionado español, socio cofundador y 4º presidente de la Real Sociedad Fotográfica de Zaragoza y 1er presidente de la asociación Montañeros de Aragón

## Biografía
Nacido en Ezcaray en 1887, Hijo de Fernando Almarza , General de Brigada, y de Carlota Mallaína. Empezó como militar voluntario en 1905 en el Regimiento Gravelinas de Sabiñánigo y en 1907 entró en la Academia de Ingenieros de Guadalajara, Se casó en 1914 con Carmen Laguna de Rins, Zaragozana de Importante familia, que haría que viviera mayormente en Zaragoza hasta su muerte. En 1915 fue ascendido a Capitán donde fue destinado al Marruecos español hasta 1927, donde Vuelve a trabajar en el Pirineo dirigiendo obras, en 1931 dejó el ejército.
A lo largo de su carrera viajó bastante por diversos sitios de España, Europa y el norte de África.
En 1922 fue socio cofundador de la Real Sociedad Fotográfica de Zaragoza, en la que sería Presidente de 1932 a 1967, después en 1925 también fue socio fundador del Sindicato de Iniciativa y Propaganda de Aragón y en 1929 fue fundador y primer presidente de la asociación Montañeros de Aragón.

## Obra fotográfica
sus primeros trabajos fueron de los años 1910 a 1920, es la etapa más fructífera, sus trabajos son placas y fotografías estereoscópicas, luego trabajaría con placas de mayor tamaño, que retocaba el personalmente. De su estancia en Marruecos cabe destacar el estilo pictorialista muy de aquella época. Tenía un especial cuidado en las luces. Practicó las técnicas del bromóleo y el fresón, procuró siempre que en los positivos no tuvieran grandes contrastes de tono.
Le gustaba fotografiar paisajes, en los que tenía como principal protagonista el Pirineo, y escenas rurales, A partir de 1950 su trabajo se centró más en el arte mudéjar

## Montañismo
En el montañismo cabe destacar que fue el primer presidente de la asociación Montañeros de Aragón, e hizo la primera lista de los picos de más de 3000m del Pirineo Aragonés.